# Clarice
Clarice est une série télévisée américaine en treize épisodes de 43 minutes créée par Jenny Lumet et Alex Kurtzman, et diffusée entre le 11 février et le 24 juin 2021 sur le réseau CBS et en simultané sur le réseau Global au Canada.
Il s'agit d'une série basée sur le roman Le Silence des agneaux de l'écrivain américain Thomas Harris, et plus précisément sur le personnage de Clarice Starling dont elle explore la vie après les événements du roman.
En France, elle est diffusée à partir du 12 février 2021 en version originale sur le service Salto et ensuite en version française sur TF1. Au Québec, elle est diffusée à partir du 25 août 2021 sur Addik. Elle reste inédite dans les autres pays francophones.

## Synopsis
En 1993, soit un an après l'arrestation du tueur en série surnommé Buffalo Bill et sa rencontre avec Hannibal Lecter, l'agent fédéral Clarice Starling revient sur le terrain. Elle doit à nouveau traquer des meurtriers et prédateurs sexuels, tout en découvrant des malversations politiques qui planent sur Washington, D.C.

## Distribution

### Acteurs principaux
- Rebecca Breeds (VF : Noémie Orphelin) : Clarice Starling
- Michael Cudlitz (VF : Eric Herson-Macarel) : Paul Krendler
- Lucca de Oliveira (VF : Tommy Lefort) : Tomas Esquivel
- Kal Penn (VF : Guillaume Bouchède) : Shaan Tripathi (10 épisodes)
- Nick Sandow (VF : Christian Gonon) : Murray Clarke
- Devyn A. Tyler (VF : Aurélie Konaté) : Ardelia Mapp
- Marnee Carpenter (en) (VF : Marie Bouvet) : Catherine Martin (8 épisodes)

### Acteurs récurrents et invités
- Jayne Atkinson (VF : Josiane Pinson) : Ruth Martin (9 épisodes)
- Maya McNair : Clarice, jeune (9 épisodes)
- Raoul Bhaneja (en) (VF : Hervé Lacroix) : Joe Hudlin (7 épisodes)
- Derek Moran (VF : Bruno Choël) : le père de Clarice (6 épisodes)
- Nicolette Pearse (VF : Bérénice Bala) : Jane Tally (6 épisodes)
- Douglas Smith (VF : Romain Lemire) : Tyson Conway (5 épisodes)
- Simon Northwood : Jame Gumb / Buffalo Bill
- David Hewlett (VF : Philippe Vincent) : Anthony Herman (5 épisodes)
- K. C. Collins (en) (VF : Xavier Thiam) : l'agent Garrett (5 épisodes)
- Brian Bisson (VF : Olivier Bénard) : policier de Baltimore (5 épisodes)
- Grace Lynn Kung (VF : Lisa Martino) : Dr Renée Li (4 épisodes)
- Caitlin Stryker (VF : Bénédicte Charton) : Rebecca Clarke-Sherman (4 épisodes)
- Jen Richards[6] (VF : Rémi Caillebot) : Julia Lawson (3 épisodes)
- Kristen Holden-Ried (VF : Alexis Victor) : Karl Wellig (3 épisodes)
- Travis Nelson (VF : Pierre Carbonnier) : Eddie (3 épisodes)
- Peter McRobbie (VF : François Marthouret) : Nils Hagen (3 épisodes)
- Joanne Reece (VF : Faïda Lovero) : Patricia Walton (3 épisodes)
- Edie Inksetter (VF : Béatrice Chéramy) : Mandy Krendler (3 épisodes)
- Natalie Brown (VF : Hélène Bizot) : Luanne/Marilyn Felker (2 épisodes)
- Shawn Doyle (VF : Bernard Gabay) : le thérapeute de Clarice (2 épisodes)
- Cody Black (VF : Charlotte Hennequin) : le frère de la jeune Clarice (2 épisodes)
- Nicole Joy Fraser (VF : Léovanie Raud) : Benita Sage (2 épisodes)
- Dalmar Abuzeid (VF : Eilias Changuel) : Frank Bird (épisode 1)
- Troy Blundell (VF : Gilles Sallé) : l'agent John Mohr (épisode 1)
- Adrian Griffin (VF : Gilles Sallé) : Crime Tech (épisode 1)
- John Tokatlidis (VF : Benjamin Lhommas) : Cristo Katopodis (épisode 1)
- Vickie Papavs (VF : Nathalie Duverne) : Marybeth Kern (épisode 7)
- Chandra Galasso (VF : Jacky Tavernier) : Fran Larkin (épisode 8)
- Taras Lavren (VF : Dimitri Rataud) : Ned (épisode 9)
- Maria Ricossa (VF : Françoise Vallon) : Lila (épisode 10)
- Matt Folliott (VF : Benjamin Lhommas) : l'agent Peterson (épisode 10)
- Rebecca Liddiard (en) (VF : Pauline de Meurville) : Eva Gallows (épisode 12)
- Tim Guinee : Novak

Version française
- Studio de doublage : Deluxe Media Paris
- Direction artistique : Marie Donnio
- Adaptation : Pierre Arson, David Jacomy, Marianne Groves, Nicolas Mourguye

 Source et légende : version française (VF) sur RS Doublage

## Production

### Développement
En 2012, le studio MGM Television entame le développement de Clarice, une série se déroulant dans l'univers du roman Le Silence des agneaux de Thomas Harris, et centrée sur la jeunesse de Clarice Starling, juste après ses études à l'académie du F.B.I. Prévu pour la chaîne câblée Lifetime, le projet n'ira jamais plus loin. En janvier 2020, Jenny Lumet et Alex Kurtzman sont engagés par CBS Studios pour relancer le projet à destination du réseau CBS, mais cette fois-ci sous forme de suite du roman. Le casting principal débute en février mais est interrompu en mars 2020 en raison de la pandémie de Covid-19. En mai 2020, CBS passe directement la commande d'une première saison, sans passer par un épisode pilote. Quelques mois plus tard, le réseau fixe le lancement de la série pour le mois de février 2021 et dévoile un premier extrait.
Il est vite confirmé que le personnage d'Hannibal Lecter ne devrait pas être utilisé dans la série, les droits d'adaptations des romans de Thomas Harris étant partagé entre deux entités : Dino de Laurentiis Company, qui dispose des droits d'utilisation d'Hannibal, Will Graham ou encore de Jack Crawford ; et Metro-Goldwyn-Mayer qui dispose de ceux de Clarice Starling. C'est également l'une des raisons pour laquelle la série n'adapte pas le roman Hannibal, suite directe du Silence des agneaux. Dans une interview, Kurtzman déclare à ce sujet qu'il « cherche encore à comprendre pourquoi les droits sont divisés » mais précise que « cela fut libérateur, car nous n'avions aucun intérêt à écrire sur Hannibal, pas que nous n'avons pas aimés les films et la série (Hannibal), mais car cela a été très bien fait par beaucoup de personnes que cela ne nous semblait pas novateur ».
En mai 2021, il est rapporté qu'en cas de renouvellement pour une deuxième saison, CBS songe à déplacer la série sur le service Paramount+. Le mois suivant, il est peu probable que le déplacement ait lieu, considérant que la société de production, MGM, est sur le point d'être acquise par Amazon.

### Distributions des rôles
En février 2020, Rebecca Breeds est annoncé dans le rôle de Clarice Starling. Le mois suivant, Lucca de Oliveira et Devyn A. Tyler rejoignent la distribution principale, suivi par Kal Penn, Nick Sandow et Michael Cudlitz en mai 2020. En novembre 2020, Marnee Carpenter clôt la distribution principale alors que Jayne Atkinson, Shawn Doyle et Tim Guinee signent pour des rôles récurrents. En janvier 2021, il est annoncé que Douglas Smith rejoint la série dans un rôle potentiellement récurrent.

### Tournage
Le tournage de la série débute le 21 septembre 2020 à Toronto au Canada,.

### Fiche technique
- Titre original : Clarice
- Création : Jenny Lumet et Alex Kurtzman, d'après Le Silence des agneaux de Thomas Harris
- Décors : Richard Berg et Oleg M. Savytski
- Costumes : Leslie Kavanagh
- Casting : Stephanie Gorin et April Webster
- Musique : Jeff Russo
- Production : Paula Devonshire
- Producteur délégués : Elizabeth J.B. Klaviter, Heather Kadin, Jenny Lumet et Alex Kurtzman
- Sociétés de production : Secret Hideout, Tiny Core of Rage Entertainment, The Elizabeth Diaries, MGM Television et CBS Studios
- Sociétés de distribution : MGM Television
- Pays d'origine :  États-Unis
- Langue originale : anglais
- Format : Couleur - 16:9 - 1080p (HDTV) - son Dolby Digital 5.1
- Genre : Policier, thriller et horreur psychologique
- Durée : 43 minutes
- Public :
  -  États-Unis :  (interdit aux moins de 14 ans, contrôle parentale obligatoire)
  -  France : Déconseillé aux moins de  ans

 Sauf indication contraire, les informations mentionnées dans cette section peuvent être confirmées par la base de données cinématographiques IMDb,  présente dans la section « Liens externes ».

## Épisodes
1. La Fin du silence (The Silence is Over)
2. Les Fantômes (Ghosts of Highway 20)
3. La Théorie du complot (Are You Alright?)
4. Tensions internes (You Can't Rule Me)
5. Suspendus à un fil (Get Right with God)
6. Souviens-toi (How Does It Feel to Be So Beautiful)
7. Le Secret (Ugly Truth)
8. L'Alliance (Add-a-Bead)
9. Tous les moyens sont bons (Silence is Purgatory)
10. Face à face (Motherless Child)
11. Le Talon d'Achille (Achilles Heel)
12. Le Poids du père (Father Time)
13. Libération à haut risque (Family is Freedom)

## Accueil
La série obtient :
- 3 étoiles sur 5 pour 10 critiques de presse sur Allociné[20]
- 39% pour 46 critiques de presse sur Rotten Tomatoes[21]
- 55% pour 33 critiques de presse sur Metacritic[22]